# Amtsgericht Simbach
Das Amtsgericht Simbach (auch Amtsgericht Simbach am Inn) war ein von 1879 bis 1973 bestehendes bayerisches Gericht der ordentlichen Gerichtsbarkeit mit Sitz in der Stadt Simbach am Inn.

## Geschichte
Im Jahre 1803 wurden die Landgerichte Pfarrkirchen und Simbach am Inn sowie Eggenfelden errichtet. Sie gehörten zum Unterdonaukreis, der 1838 in Niederbayern umbenannt wurde. Zwischen 1810 und 1816 war das Gericht Simbach mit Braunau vereinigt. Im Jahr 1862 bildeten die Landgerichte Pfarrkirchen und Simbach am Inn das Bezirksamt Pfarrkirchen als Verwaltungsbehörde. Das Landgericht Simbach am Inn bestand als Gerichtsbehörde weiter. Anlässlich der Einführung des Gerichtsverfassungsgesetzes am 1. Oktober 1879 kam es zur Bildung eines Amtsgerichts in Simbach, dessen Sprengel derselbe war wie beim vorherigen Landgericht Simbach und demzufolge aus den Orten Eggstetten, Ering, Erlach, Gumpersdorf, Julbach, Kirchberg am Inn, Kirchdorf am Inn, Münchham, Obertürken, Randling, Schildthurn, Simbach, Stubenberg, Tann, Taubenbach, Ulbering, Wiesing, Wittibreut und Zimmern zusammengesetzt war. Nächsthöhere Instanz war das Landgericht Passau.
Durch Inkrafttreten des Gesetzes über die Organisation der ordentlichen Gerichte im Freistaat Bayern (GerOrgG) am 1. Juli 1973 wurde das Amtsgericht Simbach aufgehoben und dessen Bezirk dem Amtsgericht Eggenfelden zugeteilt.